# Acta Universitatis Stockholmiensis
Acta Universitatis Stockholmiensis är sedan 1956 namnet på Stockholms universitets vetenskapliga skriftserie. Under detta sammanfattande serienamn förekommer underserier inom de flesta vetenskapsämnen oftast med förledet Stockholm Studies in...